# Karierna orientacija
S karierno orientacijo se ukvarjajo storitve oz. službe, ki pomagajo mladim in odraslim sprejemati odločitve o izobraževanju, poklicu in usposabljanju. Te oblike pomoči so praviloma financirane iz javnih sredstev, najpogosteje pa gre za dejavnosti v svetovalnih službah v šolah, zavodih za zaposlovanje, izobraževalnih organizacijah ali posebnih svetovalnih centrih. 
Watts navaja, da so ključne dejavnosti, značilne za karierno orientacijo: informiranje, ugotavljanje lastnosti posameznika, nasvetovanje, svetovanje,  poklicna vzgoja, namestitve, zastopanje, povratno informiranje ter spremljanje.
V splošnem karierna orientacija vključuje tri vrste orientacij – poklicno, izobraževalno in osebno, ki se razlikujejo glede na to, čemu dajejo večji poudarek.

## Izobraževalnaorientacija
Izobraževalna orientacija se osredotoča na področja izbire oz. načrtovanja izobraževanja, motivacije ter pomoči pri reševanju učnih težav učencev.

## Osebnaorientacija
Osebna orientacija se nanaša na reševanje socialnih, čustvenih in vedenjskih problemov ter problemov s starši ali pa npr. odvisnostjo. Gre za bolj terapevtsko usmerjeno svetovanje.

## Poklicnaorientacija
Poklicna orientacija se nanaša na celostno dejavnost, ki posamezniku nudi spoznavanje lastnih sposobnosti, osebnostnih značilnosti in interesov. V skladu s slednjimi mu potem omogoča raziskati možnosti za izobraževanje oz. zaposlovanje, ga pripraviti na odločanje o poklicu ter mu pomagati pri izbiri poklica in izobraževalne poti.
Vključuje naslednje dejavnosti: 
- nasvetovanje (dajanje nasvetov),
- ugotavljanje in presojanje,
- informiranje,
- svetovanje
- poklicna vzgoja,
- povratna informacija,
- spremljanje,
- zastopanje in
- posredovanje dela ali učnih mest.[1]

### Vidiki
V zadnjih dvajsetih letih se je področje poklicne orientacije uveljavilo kot stroka s teoretično in empirično podlago, strokovnimi združenji, kodeksom, konferencami in strokovnimi revijami. Za boljše razumevanje pomena poklicne orientacije je smotrno pregledati naslednje družbene in strokovne vidike: družbeno ekonomski vidik, družbeno politični vidik, medicinski vidik, psihološki vidik, pedagoški vidik, psihohigienski vidik in sociološki vidik.

#### Družbeno ekonomskividik
Poklicna orientacija je ključnega pomena pri iskanju usklajenosti med poklicnimi interesi oseb in potrebami na delu trga. Družbeni ekonomski razvoj je namreč mogoč le v primeru, ko so posamezniki ustrezno usmerjeni v tista delovna mesta, za katera so strokovno usposobljeni, imajo ustrezno znanje in osebnostne značilnosti ter visoko stopnjo interesa.

#### Družbeno političnividik
Delo postaja vse bolj pomemben dejavnik materialnega napredka družbe in razvoja odnosov med ljudmi. Posledično mora biti izobraževanje usmerjeno k svobodni poklicni izbiri, tako da bo posameznik lahko razvijal ustvarjalni odnos do dela ter razvijal svobodno in celovito razvito osebnost. Prav tako je v 49. členu Ustave Republike Slovenije  zapisano, da mora biti vsakemu državljanu zagotovljena svoboda dela, da vsakdo lahko prosto izbira zaposlitev, pri čemer je vsakomur pod enakimi pogoji dostopno vsako delovno mesto. 
Ta osnovna pravica je omogočena, če so državljani ustrezno informirani o področjih dela, možnostih zaposlovanja in razmerah na trgu dela.

#### Medicinskividik
Medicinski vidik poudarja pomen poklicne orientacije v tem, da se zahteve po telesnih sposobnostih zaposlenih po  različnih delovnih mestih razlikujejo tako po kakovosti kot tudi količini ter da ima vsak delavec določeno stopnjo zdravstvene primernosti in telesnih sposobnosti. Posledično se pri iskalcu zaposlitve iščejo takšne zdravstvene značilnosti in telesne sposobnosti, ki bodo optimalno zadovoljile pogojem na delovnem mestu. Po eni strani mora torej biti zdravstveno stanje delavca zadovoljujoče, po drugi pa je potrebno biti pozoren na to, da se zaposlen na delovnem mestu ne fizično izčrpa.

#### Psihološkividik
Psihološki vidik poklicne orientacije izpostavlja pomen slednje tako za posameznika kot za družbo kot celoto. Osnovna ideja je, da je pri vsakem posamezniku z normalno razvito osebnostjo prisotna želja po doseganju osebnega uspeha. Težnjo po samopotrditvi pa bo posameznik zadovoljil, ko bo izbral takšen poklic, ki bo ustrezal njegovim osebnostnim značilnostim, poklicnem interesu, znanju in sposobnostim. V nadaljevanju psihološki  pogled poudarja, da se ljudje glede na osebnostne značilnosti med seboj razlikujejo ter da vsak poklic postavlja zaposlenim različne zahteve. Ob tem absolutno poklicno nesposobnih posameznikov ni ter da neuspeh na nekem delovnem področju še ne pomeni popolne nesposobnosti za katerikoli poklic. Velja pa tudi obratno: lastnosti osebe zagotavljajo uspešnost le na določenih delovnih mestih in ne na vseh.

#### Pedagoškividik
Pedagoški vidik osvetljuje pomen vzgojnih vplivov na iskalca zaposlitve. Predpogoj za optimalno poklicno izbiro naj bi bila ustrezna vzgoja v posamezniku prijazni atmosferi, za katero je značilno medsebojno sodelovanje, spoštovanje, zaupanje in zdravo tekmovanje. Tako naj bi bila vloga staršev in pedagogov ta, da  s pozitivno naravnano vzgojo vplivajo na osebnostno strukturo posameznika in ga spodbudijo k izbiri zanj najprimernejšega poklica.

#### Psihohigienskividik
Stališče psihohigiene se osredotoča predvsem na področje duševnega zdravja. Je izrednega pomena za kadrovsko službo, ki naj bi se držala načela, da je potrebno zagotoviti čim večji priliv osebnostno zrelih zaposlenih, ki so torej sposobni učinkovitega sodelovanja ter harmoničnega sožitja. V nasprotnem primeru – zaposlovanja posameznikov z nezrelo osebnostjo – se to odraža v negativnem vzdušju, ki ga ustvarja neustrezen odnos do dela, neprijetne in neprimerne situacije in konfliktni odnosi s sodelavci in nadrejenimi. 
Pri poklicni orientaciji tovrstnih posameznikov je potrebna še posebna pozornost zaradi specifičnih značilnosti posameznikov in njihovih morebitnih težav.

#### Socialnividik
Ta vidik se ukvarja s tem, kakšno obliko pomoči pri poklicni izbiri je potrebno nuditi osebam različnih kategorij in stopenj rizičnosti. 
V prvi skupini, ki je najštevilčnejša, so učenci in dijaki, ki se odločajo za nadaljnjo izobraževanje. Pri njih je pogosto pomanjkanje informacij glede poklicnih področij, pogojev za uspešnost študija, prav tako pa večinoma ne poznajo lastnih osebnostnih lastnosti, interesov in močnih področij. Naslednja je skupina invalidnih oseb, ki jih je potrebno spremljati in jim nuditi določene oblike pomoči poklicne orientacije. Tretjo predstavljajo osebe, ki so prizadete v telesnem razvoju, potrebno pa jih je usmeriti v tista poklicna področja, kjer jim njihova telesna okvara ne bo predstavljala ovir. V naslednjo skupino se uvrščajo posamezniki z motnjo v duševnem razvoju, ki v večini primerov končajo šolanje v prilagojenih programih. Po ugotavljanju njihovih osebnostnih lastnosti, ki so pogoj za doseganje uspehov na nekem delovnem mestu, jih je potrebno usmerjati na tista delovna področja, ki so zanje primerna. Zadnjo skupino predstavljajo brezposelne osebe (dolgotrajno brezposelne ali pa iskalci prve zaposlitve). Potrebno jih je vključiti v javna dela, sklade dela oz. v tiste programe za dejavnosti, kjer bodo imeli možnosti za zaposlitev.

### Korakido izbire poklica
Pripravo na samostojno izbiro poklica lahko ločimo na 4 korake. 
V prvem koraku gre za sistematično razvijanje interesov pri otrocih in mladostnikih. Primerne so različne dejavnosti in aktivnosti, s katerimi se otroci in mladostniki ukvarjajo v šoli in izven nje. Izmed množice aktivnosti bodo postopoma obdržali peščico tistih, s katerimi se bodo radi ukvarjali in bodo podlaga za oblikovanje njihovih poklicnih interesov. 
Drugi korak je spoznavanje dejavnosti  v najširšem smislu. Mladi se z njimi delno seznanijo že pri razvijanju interesov, vendar jim je treba omogočiti spoznavanje dejavnosti tudi v njihovem »delovnem« okolju. S takšnimi aktivnostmi pridobivajo najbolj splošne poklicne informacije. 
Spoznavanje poklicev je tretji korak na poti odločanja. Aktivnosti, ki sodijo v to skupino, so namenjene poglobljenemu informiranju in pridobivanju izkušenj. 
Zadnji korak v procesu priprave na izbiro poklica oz. zadnje dejanje pred zaposlitvijo predstavlja iskanje poklicnih ciljev. Primeren je za mladostnike, ki se nameravajo zaposliti, za študente pred končanjem študija in mlade brezposelne.
Koraki pričajo o tem, da je poklicno odločanje proces, ki zahteva dolgotrajno pripravo. Posamezne aktivnosti vodijo k temu, da človek v obdobju intenzivnega dozorevanja širi svoje poklicne možnosti in v procesu poznavanja samega sebe izbor oži ter končno izbere tiste, ki mu bodo v delovnem obdobju nudile največ zadovoljstva in uspeha. Ob tem so v tabeli prikazane aktivnosti, ki naj bi jih izvajali posamezniki v različnih starostnih obdobjih.
| Osebe                       | Vrste aktivnosti | Načini izvedbe aktivnosti |
| --------------------------- | --- | --- |
| učenci od 11. do 13. leta   | - razvijanje interesov | - obiski kulturnih prireditev, živalskega vrta, botaničnega vrta, muzejev, galerij - obiski kmetij, obrtnih delavnic, ateljejev, različnih podjetij - interesne dejavnosti: ustvarjalne delavnice, tabori, kolonije, strokovni tečaji, krožki                                                                               |
| učenci med 13. in 15. letom | - razvijanje interesov - splošne in konkretne informacije o poklicu in šolanju, o delu, redkeje o delovnem mestu - informacije o dijaških domovih in štipendijah         | - interesne dejavnosti: ustvarjalne delavnice, strokovni tečaji, kolonije, tabori, krožki - obiski ustanov, kulturnih prireditev - obiski podjetij, obrtnih delavnic - obiski srednjih šol, dijaških domov - obiski specialnih knjižnic                                                                                     |
| dijaki med 15. in 19. letom | - razvijanje interesov - splošne in konkretne informacije o poklicu, izobraževanju, študentskih domovih in štipendijah, zaposlovanju - pridobivanje neposrednih izkušenj | - interesne dejavnosti: ustvarjalne delavnice, strokovni tečaji, kolonije, tabori - obiski višjih in visokih šol, NUK-a, univerzitetnih knjižnic - obiski kadrovskih služb in poslovodnih delavcev v različnih podjetjih - obiski občinskih upravnih organov - obisk študentskega servisa - počitniško delo, delovna praksa |
| študenti, brezposelni       | - iskanje poklicnih ciljev - konkretne informacije o poklicu, zaposlitvenih možnostih - pridobivanje neposrednih delovnih izkušenj                                       | - povezovanje z delovnimi organizacijami - dodatno poklicno usposabljanje - dodatno izobraževanje - občasno delo, delovna praksa, vključevanje v projekte |

### Vloga poklicnega svetovalca
Svetovalec lahko učinkovito pomaga, če pozna svetovančeve: 
- interese: kaj najraje počne v prostem času, s katerimi organiziranimi in neorganiziranimi dejavnostmi se ukvarja, kakšne so njegoce neformalne in družabne aktivnosti,
- šolsko uspešnost, njegove najljubše in najmanj priljubljene predmete in ali se priljubljenost skozi letnike in menjavo profesorjev spreminja, njegov splošen odnos do šole in izobraževanja,
- razmišljanja in obveščenost o možnih šolskih ali študijskih programih ter to, koliko svetovanec pozna posamezne poklice, ki ga zanimajo,
- izobraževalne ambicije, ki niso zmeraj v skladu z razmišljanji o poklicu,
- življenjske ambicije: kaj ga najbolj motivira, kakšne so njegove vrednote, ki so povezane z delom, družino, znanjem, materialnim stanjem in družbenim statusom).[6][7]

V nadaljevanju se poklicni svetovalec udejstvuje v naslednjih dejavnostih.
- Informiranje– posameznikom zagotavlja relevantne podatke o usposabljanju, poklicih, izobraževanju in možnostih zaposlitve.
- Ugotavljanje in ocenjevanje – pomeni diagnostično presojanje o primernosti osebe za specifične poklicne možnosti. Nanaša se na uporabo psihometričnih preizkusov, ki so jih primarno vodili in vrednotili psihologi, v zadnjih desetih letih pa je razvoj tehnologije doprinesel mnoge računalniške programe za samooceno.
- Nasvetovanje – svetovalec na podlagi izkušenj in strokovnega znanja osebi v direktivnem smislu svetuje, kaj naj stori v dani situaciji.
- Svetovanje – svetovalec pomaga posamezniku raziskati lastne misli, čustva, značilnosti ter ponujene možnosti in njihove posledice, kar posamezniku v nadaljevanju olajša sprejemanje odločitev.
- Poklicna vzgoja – gre za program načrtovanih izkušenj, ki posamezniku omogoča razvijati spretnosti, koncepte in znanja, ki mu olajšajo proces izbire poklica oz. prehode v izobraževanju ali različnimi zaposlitvami.
- Posredovanje dela ali učnih mest – nanaša se na pomoč klientom, da dobijo določeno delo ali učno oz. študijsko mesto.
- Zastopanje – pomeni zastopanje osebe pred institucijo oz. posredovanje med osebo in institucijo, še posebno v primerih, ko ima posameznik v instituciji veliko ovir/sporov, ki jih sam ne zna/zmore rešiti.
- Povratna informacija – delodajalcem, šolstvu ali skupnosti o potrebah in neizpolnjenih poklicnih, izobraževalnih željah strank.
- Spremljanje – se nanaša na ohranjanje stika z bivšimi svetovanci, da bi ugotovili, kaj se z njimi dogaja ter ali bi potrebovali ponovno pomoč.[7]

#### Poklicna orientacija vosnovni šoli
Poklicna orientacija se v šolskem prostoru nanaša na delo z učenci, starši, učitelji in vodstvom šole, njen namen pa je pomagati učencem pri izbiri in uresničevanju izobraževalne in poklicne poti. Glavne dejavnosti šolskih svetovalnih delavcev na področju poklicne orientacije, ki je nadomestila izraz poklicno usmerjanje, so: poklicno informiranje, diagnosticiranje, poklicno svetovanje, poklicna vzgoja, namestitev, zastopanje, povratno informiranje in spremljanje svetovancev.
Ena izmed aktivnosti poklicne orientacije, poklicna vzgoja, predstavlja program načrtovanih izkušenj, s pomočjo katerega učenec razvije predstave, znanja in večine, ki mu omogočajo ustrezno odločanje in mu pomagajo pri prehodih iz ene na drugo stopnjo izobraževanja ter pri prehodu v zaposlitev. Poklicna vzgoja se izvaja v okviru rednih predmetov, oddelčne skupnosti ter drugih aktivnosti na šoli (interesne dejavnosti, popoldanska predavanja) in izven nje (obiski podjetij in organizacij, ekskurzije, delovne prakse). V okviru rednega pouka jo izvajajo učitelji, v okviru oddelčne skupnosti pa razredniki in svetovalni delavci.
Vloga svetovalne službe pri poklicni orientaciji je izrednega pomena. Tako je zadolžena za informiranje učencev o nadaljnjem izobraževanju, poklicih in možnostih zaposlovanja, organizacijo obiskov učencev v podjetjih in drugih delodajalcih. Namen njenega delovanja je torej zagotoviti vsem učencem dostop do informacij, ki so potrebne za odločanje o nadaljnjem izobraževanju in poklicnem odločanju. Letno naj bi v osmem in devetem razredu izvedla vsaj dve uri predavanj z vsebinami poklicne vzgoje na oddelek, obenem pa naj bi pri devetošolcih izvedla anketo o izobraževalnih in poklicnih namerah. Ponujala naj bi tudi skupinsko in individualno poklicno svetovanje – vsakemu učencu naj bi omogočila vsaj en svetovalni razgovor.

#### Poklicna orientacija vsrednji šoli
Tudi v srednji šoli je vloga svetovalne službe predvsem v kooordinaciji dejavnosti s področja poklicne orientacije. Prav tako naj bi vsem dijakom zagotavljala dostopnost do informacij, povezanih s poklicno orientacijo. Obenem naj bi jim ponujala možnost, da se udeležijo posebnih oblik skupinskega dela, preko katerega se informirajo o možnostih nadaljevanja šolanja ali vključitve v delo, spoznavajo samega sebe ter pridobivajo znanja in spretnosti.
Šolski svetovalni delavci v sodelovanju z razredniki idr. zagotavljajo stalno ponudbo skupinskih oblik poklicnega svetovanja dijakom. V Programskih smernicah za srednjo šolo so tako predlagani naslednji tematski sklopi:  
- v 1. letniku: pričakovanja v zvezi s šolo in poklicem ter njihovo uresničevanje, seznanjanje z možnostmi napredovanja v šoli in v poklicu,
- v 2. letniku: seznanjanje s procesi in učenje samospoznavanja, nadaljevanje seznanjanja z možnostmi napredovanja v šoli in poklicu, vprašanje izbirnih predmetov in študija,
- v 3. letniku: nadaljevanje samospoznavanja in seznanjanja z možnostmi šolskega in poklicnega napredovanja, vprašanje izbirnih predmetov in študija, seznanjenje z možnosti za zaposlitev, seznanjanje z možnostmi, ki jih ponuja izobraževanje odraslih, nudenje dostopa do informacij o različnih možnostih doma in v tujini,
- v 4. letniku: nadaljevanje učenja samospoznavanja, seznanjanja z možnostmi, seznanjanje s procesi odločanja in učenje za prehod.[9]

## Koristne povezave
- http://www.ess.gov.si/ncips/cips/opisi_poklicev: CIPS - Center za informiranje in poklicno svetovanje
- http://www.cpi.si: CPI - Center RS za poklicno izobraževanje
- http://esvetovanje.ess.gov.si: eSVETOVANJE
- http://filternet.si: FILTERNET – informacije o poklicih
- http://www.izida.si Arhivirano 2019-08-04 na Wayback Machine.: IZIDA – Informacijski, izobraževalni in svetovalni center
- http://www.mizs.gov.si/si/delovna_podrocja/direktorat_za_srednje_in_visje_solstvo_ter_izobrazevanje_odraslih/srednjesolsko_izobrazevanje/vpis_v_srednje_sole/:MIZS – informacije o srednješolskem izobraževanju
- http://www.mizs.gov.si/si/delovna_podrocja/direktorat_za_srednje_in_visje_solstvo_ter_izobrazevanje_odraslih/visjesolsko_izobrazevanje/vpis/ Arhivirano 2015-04-15 na Wayback Machine.: MIZS – informacije o višješolskem izobraževanju
- http://www.mojaizbira.si/: Poklicni kažipot
- http://www.ess.gov.si/ncips/cips/kam_in_kako: Računalniški program Kam in kako